# Bürgermeisterei Schöndorf
Die Bürgermeisterei Schöndorf im Landkreis Trier im Regierungsbezirk Trier in der preußischen Rheinprovinz war eine Bürgermeisterei mit sieben Dörfern, drei Weilern, einem Hof, 173 Feuerstellen und 1363 Einwohnern (Stand: 1828).
Dazu gehörten die Orte Pluvig (mit den Weilern Wilzenburg, Willmerich, Geizeburg und dem Hof Lonzenburg), Franzenheim, Schöndorf, Holzerath, Olmuth, Hinzeburg und Bonnerath.
Ende des 19. Jahrhunderts wurden die Bürgermeistereien Irsch und Schöndorf zur Bürgermeisterei Irsch-Schöndorf in Wilzenburg vereinigt.